# Cooperative Institute for Research in Environmental Sciences
Le Cooperative Institute for Research in Environmental Sciences (CIRES) est un organisme public de recherche américain, dépendant de l'université du Colorado à Boulder. Il a été fondé en 1967, et est l'un des 13 joint institutes du National Oceanic and Atmospheric Administration.
Il est cofinancé par l'université du Colorado à Boulder, le NOAA et l'Office of Oceanic and Atmospheric Research.
Il emploie plus de 500 chercheurs en géodynamique, climatologie, biologie, océanographie et géomorphologie.
Il a notamment récemment travaillé sur les vagues de chaleurs marines qui se font plus intenses et fréquentes dans le contexte du réchauffement climatique et qui préoccupe les océanographes et biologistes marins pour leurs conséquences écologiques et climatiques